# بير اولسن (متزحلق)
بير اولسن (بالنرويجية البوكمول: Per Olsen)‏ هو متزحلق نرويجي، ولد في 13 يونيو 1932 في ألتا في النرويج، وتوفي بنفس المكان في 9 نوفمبر 2013.

## وصلات خارجية
- بير اولسن على موقع اللجنة الأولمبية الدولية (الإنجليزية)
- بير اولسن على موقع أوليمبيديا (الإنجليزية)